# Der Traum des Hauptmann Loy
Pour plus de détails, voir Fiche technique et Distribution.
Der Traum des Hauptmann Loy est un film d'espionnage est-allemand réalisé par Kurt Maetzig et sorti en 1961.
Il s'agit d'une adaptation du roman de Wolfgang Schreyer (de).

## Synopsis
Le capitaine britannique Loy et la caporale américaine des WAF Doris Graves, ainsi que d'autres membres de l'OTAN, quittent Tripoli pour un exercice commun à bord d'un Lockheed L-1049 Super Constellation de l'US Air Force à destination d'Oslo. Tous les passagers s'attendent à arriver à l'heure le soir dans la capitale norvégienne. Loy tombe amoureux de Doris Graves, mais pendant le vol, il rêve du déclenchement de la guerre nucléaire.
ils ignorent que le pilote a une mission secrète qui consiste à prendre en charge, sur un aéroport militaire américain basé dans l'Allemagne de l'Ouest, le baron Studnitz-Sternberg, un Allemand de la Baltique. Ce dernier doit être parachuté comme agent d'un service de renseignement militaire au-dessus d'une île soviétique dans la mer. La présence du baron est d'abord cachée aux passagers, qui avaient quitté l'avion lors de l'escale.
Cependant, Studnitz-Sternberg est découvert par hasard. Peu à peu, les passagers réalisent que leur avion doit déposer le Baron loin de son itinéraire de vol habituel. Ce faisant, il violera inévitablement l'espace aérien soviétique, mettant en danger l'appareil et les passagers. Cette entreprise donne lieu à des altercations entre les passagers et au sein de l'équipage. Lorsque les passagers tentent d'empêcher le baron de s'éjecter, il tire sur Doris.
Comme l'avion pénètre effectivement dans l'espace aérien soviétique, des avions de chasse sous le commandement du colonel Markarov décollent. Lorsque le pilote de l'avion américain ne respecte pas leurs instructions d'atterrissage, ils ouvrent le feu. L'appareil effectue un atterrissage forcé dans la mer Baltique et les survivants sont secourus par une vedette soviétique. Après un interrogatoire, ils sont relâchés dans leur pays d'origine. Doris reçoit des funérailles militaires d'honneur, Loy assiste à la cérémonie.

## Fiche technique
- Titre original : Der Traum des Hauptmann Loy[1] (litt. « Le rêve du capitaine Loy »)
- Réalisation : Kurt Maetzig
- Scénario : Gert Hartwig
- Photographie : Karl Plintzner (de)
- Montage : Lena Neumann
- Musique : Helmut Nier (de)
- Sociétés de production : Deutsche Film AG
- Pays de production :  Allemagne de l'Est
- Langue originale : allemand
- Format : Noir et blanc - 2,35:1 - Son stéréo 4-pistes - 35 mm
- Durée : 89 minutes
- Genre : film d'espionnage
- Date de sortie : 
  - Allemagne de l'Est : 24 août 1961

## Distribution
- Horst Drinda (de) : Capitaine Loy
- Christine Laszar : Caporal Doris Graves
- Ulrich Thein (de) : Eddy Sharp
- Jana Brejchová : Patricia Binchy
- Heinz Hinze (de) : Mister Micauley
- Ekkehard Schall : Baron Studnitz-Sternberg
- Karl Paryla (de) : Colonel Markarov